# لويس ناش
لويس نـاش (بالإنجليزية: Lewis Nash)‏ هو عازف جاز أمريكي، ولد في 30 ديسمبر 1958 في فينيكس في الولايات المتحدة.

## وصلات خارجية
- الموقع الرسمي
- لويس نـاش على موقع ميوزك برينز (الإنجليزية)
- لويس نـاش على موقع أول ميوزيك (الإنجليزية)
- لويس نـاش على موقع ديسكوغز (الإنجليزية)